# Copa i paquet de tabac
Copa i paquet de tabac és una pintura a l'oli sobre tela amb motllura policromada realitzada per Pablo Picasso el 1924 i que actualment forma part de la col·lecció permanent del Museu Picasso de Barcelona. Es mostra a la Sala 11 de la col·lecció permanent del museu i prové de la col·lecció personal de Jaume Sabartés.

## Descripció
En el decurs de 1924 i l'any següent, Picasso torna a experimentar amb força el gènere de la natura morta, que havia iniciat a principis de segle, i que serà tan important al llarg de tota la seva vida artística. Al Museu Picasso també es pot contemplar la primera pintura de natura morta feta per Picasso, un oli de 1901.
Les natures mortes picassianes dels anys vint manifesten un marcat viratge vers l'abstracció, alhora que entronquen amb els postulats surrealistes creats recentment, que proclamaven la necessitat d'una renovació de les manifestacions estètiques.
La composició de Copa i paquet de tabac és molt sintètica i molt breu. La va fer amb línies ondulades, més fines en uns indrets i més gruixudes en altres. La simplificació amb què tracta els elements situa l'oli a un pas de l'abstracció.
L'obra respon a allò que Alfred H. Barr anomenà cubisme curvilini: el geometrisme de plans verticals i horitzontals desapareix a favor de les línies corbes i fluides i de la voluntat de simplificar les formes tendint a un alt grau d'abstracció, però sense perdre mai la referència de la realitat.
És destacable la lluminositat que atorga als objectes i al seu espai immediat, resolta amb una harmoniosa combinació de tons ocres i blaus, que destaquen del fons fosc.
La pintura sobrepassa el límit de la tela i envaeix el seu contorn: la subtilesa de l'autor també es deixa sentir en el marc, que pinta amb tonalitats suaus.